# Czerwony Domek

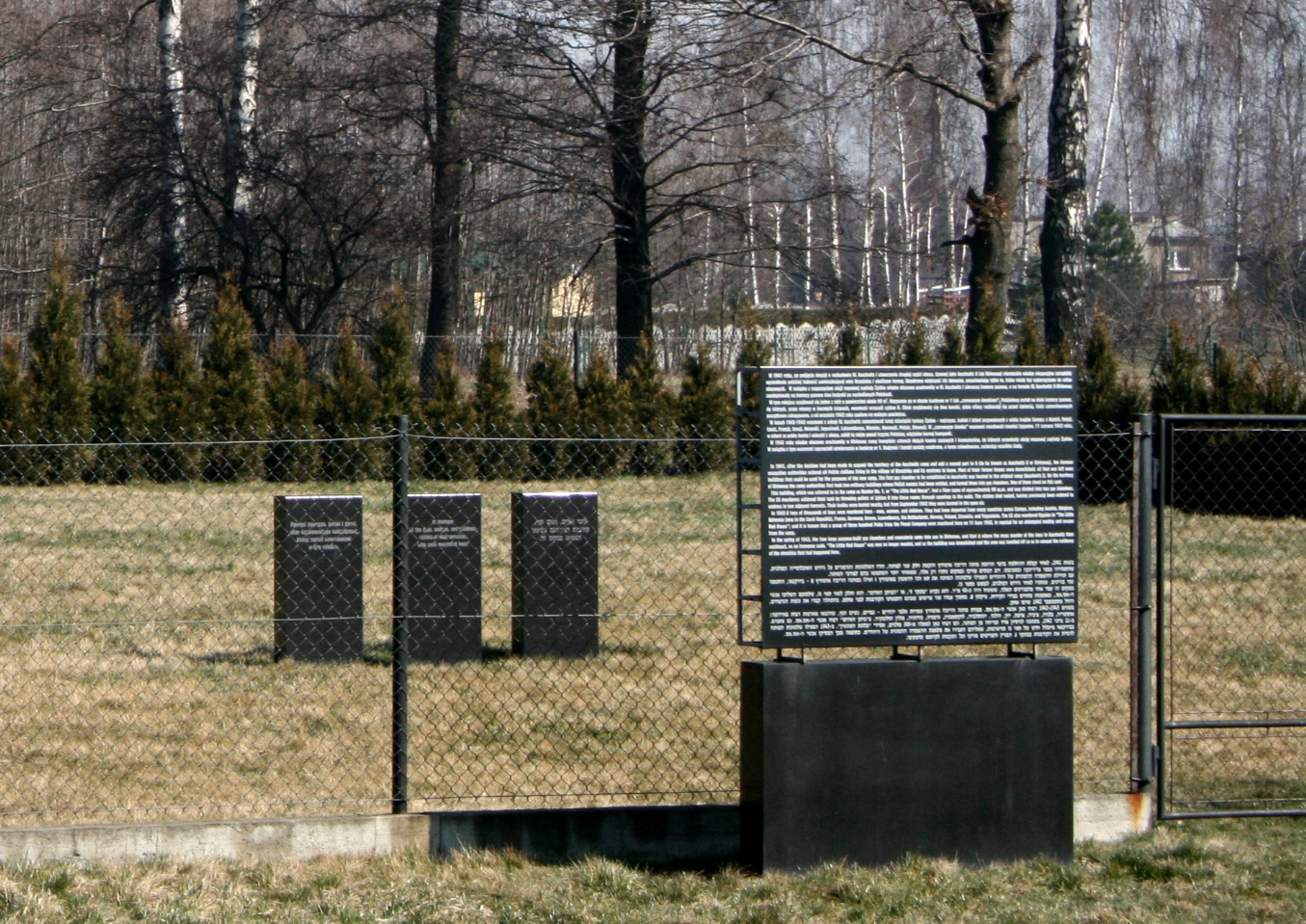
Miejsce upamiętniające ofiary Czerwonego Domku

Czerwony Domek (Bunkier nr 1) – pierwsza prowizoryczna komora gazowa w obozie Auschwitz II – Birkenau, a druga biorąc pod uwagę cały obóz Auschwitz-Birkenau, gdyż wcześniej pełniła tę rolę zaadaptowana kostnica na terenie obozu głównego. Potoczna nazwa budynku wzięła się od jego nieotynkowanej, ceglanej elewacji. Znajdował się na terenie Auschwitz II, a działka, na której stał, po wojnie przy tworzeniu muzeum znalazła się poza jego terytorium.

## Historia
Przed II wojną światową był to dom prywatny należący do polskiej rodziny Harmatów w Brzezince. W 1941 roku został wytypowany przez Adolfa Eichmanna na miejsce pierwszej, prowizorycznej komory gazowej w Birkenau. Uruchomiona została ona w marcu 1942 roku i funkcjonowała do wiosny 1943, kiedy to władze obozowe uruchomiły w KL Birkenau cztery nowe budynki z komorami gazowymi i piecami krematoryjnymi. Wtedy to budynek i dwa drewniane baraki rozebrano, doły spaleniskowe zasypano, a teren po nich zniwelowano.
W 1955 roku właściciele działki postawili na miejscu poprzedniego nowy budynek i zamieszkali w nim. Przy wytyczaniu obszaru muzeum działki tej nie włączono w jego skład. Spowodowało to powstanie w 2001 r. tzw. faktu prasowego – w dzienniku Le Monde znalazło się stwierdzenie, że w końcu „odnaleziono” ten budynek. Działka została wykupiona na rzecz Muzeum, dom powojenny rozebrany, a miejsce upamiętnione marmurowymi tablicami w języku polskim, hebrajskim i angielskim.

## Funkcjonowanie
Powierzchnia budynku wynosiła ponad 80 m² i podzielona została na dwie komory gazowe, w których mieściło się ok. 800 osób. Otwory, przez które wrzucano cyklon B, znajdowały się w ścianach bocznych. Ofiary rozbierały się w dwóch drewnianych barakach znajdujących się w pobliżu Bunkra I. Członkowie Sonderkommando początkowo zakopywali zwłoki pomordowanych w zbiorowych mogiłach, natomiast od września 1942 spalali je na wolnym powietrzu w przeznaczonych do tego celu dołach.

## Ofiary
Żydzi:
- w latach 1942–1943 w Bunkrze I zamordowano dziesiątki tysięcy Żydów europejskich[potrzebny przypis];
- Żydzi przybywający do Birkenau wysiadali z pociągów poza terenem obozu, część osób odwożono na zagładę autami ciężarowymi, a pozostałych prowadzono pieszo[potrzebny przypis];
- po przybyciu na miejsce okłamywano ludzi, że przed skierowaniem do obozu zostaną poddani kąpieli oraz dezynfekcji[potrzebny przypis];
- gdy ludzie się rozebrali, prowadzono ich do komory gazowej[potrzebny przypis];
- od 4 lipca 1942 zaczęto regularnie przeprowadzać selekcję wśród nowo przybyłych Żydów – zdolni do pracy, młodzi i silni kierowani byli do obozu, starych, chorych, dzieci, kobiety w ciąży kierowano na śmierć w komorach gazowych[potrzebny przypis].

Polacy:
- 11 czerwca 1942 roku w odwecie za próbę buntu i ucieczki z obozu w Bunkrze I zabito ponad 300 Polaków pracujących w karnej kompanii[3]